# Huascaran (album)
Huascaran je třetí studiové album slovenské jazz rockové skupiny Fermáta, vydané v roce 1977 u vydavatelství Opusu. Album bylo inspirováno zemětřesením na hoře Huascarán, kde v té době byli i českoslovenští horolezci.

## Seznam skladeb
| Pořadí         | Název          | Autor          | Délka |
| -------------- | -------------- | -------------- | ----- |
| 1.             | Huascarán I    | Griglák        | 13:40 |
| 2.             | 80 000         | Berka          | 7:30  |
| 3.             | Solidarity     | Berka          | 6:30  |
| 4.             | Huascarán II   | Griglák        | 11:10 |
| Celková délka: | Celková délka: | Celková délka: | 38:58 |

| Bonusy na reedici z roku 1995 | Bonusy na reedici z roku 1995 | Bonusy na reedici z roku 1995 | Bonusy na reedici z roku 1995 |
| Pořadí                        | Název                         | Autor                         | Délka                         |
| ----------------------------- | ----------------------------- | ----------------------------- | ----------------------------- |
| 5.                            | 15                            | Griglák                       | 4:00                          |
| 6.                            | Valparaíso                    | Berka                         | 6:06                          |
| 7.                            | Perpetuum                     | Griglák                       | 2:17                          |
| Celková délka:                | Celková délka:                | Celková délka:                | 51:21                         |

## Sestava
- František Griglák – kytara, klávesové nástroje, doprovodný zpěv
- Tomáš Berka – klávesové nástroje, perkuse
- Ladislav Lučenič – baskytara
- Karol Oláh – bicí, perkuse

### Hosté
- Dezider Piťo – violoncello
- Peter Oláh – doprovodný zpěv